# 愛と笑いの夜
『愛と笑いの夜 -a Night of Love & Laughter-』（あいとわらいのよる ア・ナイト・オブ・ラヴ・アンド・ラフター）は、1997年1月15日に発売されたサニーデイ・サービス通算3作目のスタジオ・アルバム。

## 解説
前作『「東京」』以降にリリースされたシングルでその片鱗を窺わせていたバンドとしてのダイナミズムを獲得した作品。また、それまでバンドが紹介される時の宣伝文句であった“70年代”や“はっぴいえんど”といったキーワードは本作をリリース以降、減っていくことになる。
短絡的に“暗い”と評される本作を曽我部恵一は「このアルバムを好きな人って男が多いね。『愛と笑いの夜』は、付き合ってた子と別れたことがテーマになっていて。それプラス、ウォン・カーウァイの『天使の涙』とオアシスのサウンドをミックスしてるってところがすごいよね」とし、曲作りは1週間ほどだったという。「一気に書き上げたよね。別れたショックから立ち直らないうちに書いちゃおうと思って、“おいしい”って」「“おいしい、この状況”と思って。一瞬、別の子と付き合ったりして、それも別れたりして、それも“おいしい”と思って。夏の想いとか重ね合わせたりして、それで<サマー・ソルジャー>とか作ったり」と、当時の状況を語っていた。
歪んだギターの音色が随所に顔を覗かせるなどサウンドの変化については「ガレージですよ、これ。ああいう、ギターをガーッてやった時のインパクト。そういうのだけって感じ、今回は。だからストーリー性だったり、歌詞に深い意味があったり、そういうのは全然求めてなかったっていうか。ダイナミズムだけ。聴いた瞬間に、映像が頭の中に広がるようなものが。なんかあるじゃないですか、そういうもんって。分析して“ここがいいんだ”っていうよりも、もう音がガーンってやってて、それでグッとくる音楽」「歌詞が英語なのになんか映像が浮かんでくるようなものとか、そういう音楽があるじゃないですか。そういうものがやりたかった。だから、説明して良さがわかるとか、そういうもんじゃなくて。聴いた瞬間にもう……なんて言うのかねえ? ロックとかポップスの持っているダイナミズムみたいなものだけを。だから、歌詞で何を歌っているとかどんなアレンジだとか、そういうのは全然関係なくて。歌詞と音が一緒になって、ある人の声でそれが歌われた時に、パッとなんか広がるような感覚? レコードが単なるソフトっていうか、そういう考えで誰も音楽聴かないじゃないですか。単なるソフトで、再生すると音が流れて来るっていうんじゃなくて。ほら、もっと多次元っていうか」という。
また、アルバム・タイトルについては「そういう本があったんですよ、昔のアメリカの短編小説集で……ヘンリー・ミラーだったと思うけど。で、すごくいい言葉だなと思って。愛が溢れる感じで。それで<愛と笑いの夜>って曲を作った。なんか楽しい時って感じですよね。人生の基本ですよ。苦悩ばっかり歌ってもしょうがないですからね。今回はそういうね、愛が溢れる事をやりたかった」というが、実際には“日々”だったらそれに“夜”も含まれるからという理由で一旦は“愛と笑いの日々”に変更された。しかし最終的には元の“愛と笑いの夜”に決まった。その経緯を曽我部は「それは、日々気持ちは変わりますからねえ。錯乱して“日々”にしたんです。それは錯乱だったから、軌道修正した」とし、「いや、だからそうだったんですよ、“日々”にした理由は。でもそれっていうのは、単に器を広げるだけで、核になるところが逆にボヤけるな、もっと最初のインスピレーションに忠実な方がいいなと思って。“日々”だったら、それこそありとあらゆるものが入るだろうし。それをもっと集約させて“夜”にする。全部ギュッと入れて、“夜”にしたかったんです。“日々”に集約させることって、たぶん簡単だけど……ある一日の、ある夜っていう、そこに物事を集約させるのってすごい難しいと思うんですよ。でも、その方が核ははっきりする。一年間っていうのの中にいろんな要素があるとか……春何して、夏何してっていうのじゃなくて。ある1日、さらにそのある夜っていうふうに集約させた方が、もっと濃密なものができる。そういうのが一番欲しかったものだなって思って。濃密な空気っていうか。だってCDなんて45分とかでしょ。そこにどれだけ濃密な愛とか笑いとか悲しみとか、そういうものを入れられるかっていう」「ロックのダイナミズム。ガーンと来て、聴いた人の脳の中でパッと広がる」と説明している。
「サマー・ソルジャー」は本作に先駆けてシングル・リリースされたが、アルバム収録に際しミックスし直されている。また、曲間にはブランクがほとんどないか、あるいはクロスフェードで全曲が繋がった構成になっている。また、「雨の土曜日」と「サマー・ソルジャー」は、後にベスト・アルバム『Best Sky』に収録された。そのほか、「96粒の涙」の未発表テイクが、2013年リリースの2枚組ベスト・アルバム『サニーデイ・サービス BEST 1995-2000』に収録された。

## パッケージ、アートワーク
アルバム・ジャケットのためのフォト・セッションは香港で行われたが、その理由は「ビジュアルイメージは『天使の涙』だから、全部。これはすごくやりたいことが明確だったアルバムです」としている。
初回限定盤はスリップケース付きデジパック仕様。

## 収録曲
| 全作詞・作曲・編曲: KEIICHI SOKABE。 |                              |                |                |      |
| #                                    | タイトル                     | 作詞           | 作曲・編曲     | 時間 |
| 1.                                   | 「忘れてしまおう」           | KEIICHI SOKABE | KEIICHI SOKABE | 4:23 |
| 2.                                   | 「白い恋人」                 | KEIICHI SOKABE | KEIICHI SOKABE | 3:48 |
| 3.                                   | 「JET」                      | KEIICHI SOKABE | KEIICHI SOKABE | 5:19 |
| 4.                                   | 「知らない街にふたりぼっち」 | KEIICHI SOKABE | KEIICHI SOKABE | 3:50 |
| 5.                                   | 「96粒の涙」                 | KEIICHI SOKABE | KEIICHI SOKABE | 2:32 |
| 6.                                   | 「雨の土曜日」               | KEIICHI SOKABE | KEIICHI SOKABE | 3:34 |
| 7.                                   | 「愛と笑いの夜」             | KEIICHI SOKABE | KEIICHI SOKABE | 4:35 |
| 8.                                   | 「週末」                     | KEIICHI SOKABE | KEIICHI SOKABE | 6:29 |
| 9.                                   | 「サマー・ソルジャー」       | KEIICHI SOKABE | KEIICHI SOKABE | 6:13 |
| 10.                                  | 「海岸行き」                 | KEIICHI SOKABE | KEIICHI SOKABE | 5:10 |
| 合計時間:                            | 合計時間:                    | 45:53          |                |      |

## クレジット

### 忘れてしまおう
| Vocal, Acoustic & Electric Guitar 曽我部恵一 |
| Bass Guitar 田中貴                           |
| Drums, Tambourine 丸山晴茂                   |
| Piano 高野勲                                 |
|                                              |
| Recorded by Yukio “ucchiy” Uchiumi           |
| Mixed by Fumitoshi Nakamura                  |

### 白い恋人
| Vocal, Electric Guitar 曽我部恵一      |
| Bass Guitar 田中貴                     |
| Drums 丸山晴茂                         |
| Piano, Organ 高野勲                    |
| Tambourine 宇佐美慶洋                  |
|                                        |
| Recorded & Mixed by Fumitoshi Nakamura |

### JET
| Vocal, Electric Guitar 曽我部恵一 |
| Bass Guitar 田中貴                |
| Drums, Tambourine 丸山晴茂        |
| Clavinette, Piano 高野勲          |
| Organ 宇佐美慶洋                  |
|                                   |
| Recorded by Takashi Okiyaka       |
| Mixed by Fumitoshi Nakamura       |

### 知らない街にふたりぼっち
| Vocal, Acoustic & Electric Guitar, Vibraslap, Claves, Tambourine 曽我部恵一 |
| Bass Guitar, Window Chimes 田中貴                                           |
| Drums 丸山晴茂                                                              |
| Piano 高野勲                                                                |
| Accordion 栗原淳 (courtesy of TOSHIBA-EMI LTD.)                             |
|                                                                             |
| Recorded & Mixed by Fumitoshi Nakamura                                      |

### 96粒の涙
| Vocal, Acoustic & Electric Guitar 曽我部恵一 |
|                                              |
| Recorded & Mixed by Fumitoshi Nakamura       |

### 雨の土曜日
| Vocal, Acoustic & Electric Guitar, Piano 曽我部恵一 |
| Bass Guitar 田中貴                                  |
| Drums, Triangle 丸山晴茂                            |
| Organ 高野勲                                        |
|                                                     |
| Recorded & Mixed by Fumitoshi Nakamura              |

### 愛と笑いの夜
| Vocal, Acoustic Guitar, Mandolin, Electric Sitar, Tambourine 曽我部恵一 |
| Bass Guitar 田中貴                                                      |
| Drums 丸山晴茂                                                          |
| Piano 高野勲                                                            |
|                                                                         |
| Recorded & Mixed by Fumitoshi Nakamura                                  |

### 週末
| Vocal, Electric Guitar 曽我部恵一               |
| Bass Guitar 田中貴                              |
| Drums 丸山晴茂                                  |
| Organ, Piano 高野勲                             |
| Pedal Steel 駒沢裕城                            |
|                                                 |
| Recorded by Fumitoshi Nakamura, Takashi Okiyama |
| Mixed by Fumitoshi Nakamura                     |

### サマー・ソルジャー
| Vocal, Acoustic & Electric Guitar 曽我部恵一           |
| Bass Guitar 田中貴                                     |
| Drums, Tambourine 丸山晴茂                             |
| Piano 高野勲                                           |
| Strings 篠崎正嗣セクション                             |
| Strings Arrangement 矢野誠                             |
|                                                        |
| Recorded by Yukio “ucchiy” Uchiumi, Fumitoshi Nakamura |
| Mixed by Fumitoshi Nakamura                            |

### 海岸行き
| All Instruments & Vocal 曽我部恵一 |
|                                    |
| Recorded & Mixed by Keiichi Sokabe |

### スタッフ
| All songs written & produced by 曽我部恵一                                                          |
| |
| Recording engineers 中村文俊、内海うっちい幸雄、沖山俊                                              |
| Mastering engineer 石井亘 (ONKIO HAUS)                                                              |
| - Recorded & mixed in Tokyo, 1996 at ST.BEAST, - SOUND ALIVE, SEDIC, BAZOOKA STUDIO, FREEDOM STUDIO |
| |
| Directed by 渡邊文武 (MIDI ⁄ RHYME)                                                                 |
| Executive Producer 大蔵博                                                                           |
| |
| Pics by 坂本正郁 (Hong Kong, Oct 1996)                                                              |
| Art direction & design 小田島等 (FD design)                                                         |
| Assisted by 二宮言                                                                                  |
| |
| Sunny Day Service                                                                                   |
| 曽我部恵一                                                                                          |
| 田中貴                                                                                              |
| 丸山晴茂                                                                                            |

## LP:SGLP-1004

### 解説
デビュー20周年記念として、未アナログ化のアルバム4作品『若者たち』『愛と笑いの夜』『サニーデイ・サービス』『24時』をLPでリリースしていくプロジェクトの第二弾として『若者たち』に続き、本作が最新マスタリングを施してのアナログ・カッティングにより、レコードとしてリリース。封入特典として前回同様、当時の告知ポスターを復刻。

#### SIDE A
1. 忘れてしまおう
2. 白い恋人
3. JET
4. 知らない街にふたりぼっち
5. 96粒の涙

#### SIDE B
1. 雨の土曜日
2. 愛と笑いの夜
3. 週末
4. サマー・ソルジャー
5. 海岸行き

### クレジット
| 2015 Analog reissue staff                |
| 企画 A&R / 本根誠 (JETSET)               |
| セールスプロモーション / 塚原雅州 (MIDI) |
| リマスタリング / 山本アキヲ              |
| リデザイン / 金野志保 (ROSE RECORDS)     |
| 監修 / 曽我部恵一                        |
| エグゼクティブプロデューサー / 大蔵博    |

## リリース日一覧
| 地域 | リリース日    | レーベル                             | 規格 | カタログ番号 | 備考                                         |
| ---- | ------------- | ------------------------------------ | ---- | ------------ | -------------------------------------------- |
| 日本 | 1997年1月15日 | RHYME ⁄ MIDI                         | CD   | MDCL-1313    | 初回限定盤はスリップケース付きデジパック仕様 |
| 日本 | 2015年6月26日 | MIDI ⁄ JETSET RECORDS ⁄ ROSE RECORDS | LP   | SGLP-1004    | 生産限定盤                                   |